# Nadia Dauty
Nadia Dauty (nom de scène d’Odette Marie Thiaud, née le 29 juin 1908 à Paris 1er et morte le 23 mai 1999 à Bezons) est une chanteuse française.

## Biographie
Nadia Dauty apprend le chant avec Gabriel Pierné puis avec la cantatrice Madeleine Caron. Elle fait des débuts très remarqués dans Les Cloches de Corneville, à la Gaîté-Lyrique ; puis Maurice Catriens lui confie le premier rôle dans Les Vingt-huit jours de Clairette (février 1932). Elle se produit ensuite dans des opérettes de Franz Lehár avant de se lancer dans la variété.

## Opérettes
- 1929 : Putiphar de Marcel Harmand
- 1930 : Nudist'bar de Robert Katscher
- 1932 : Carabas et Cie de Guy Lafarge
- 1933 : La Veuve joyeuse de Franz Lehár
- 1933 : Princesse Czardas de Emmerich Kálmán
- 1934 : Frasquita de Franz Lehár
- 1935 : La Chaste Suzanne de Jean Gilbert
- 1935 : La Vie parisienne de Jacques Offenbach
- 1936 : Chanson d'amour de Franz Schubert
- 1937 : La Poule noire de Manuel Rosenthal
- 1958 : Pacifico opérette de Paul Nivoix, musique Jo Moutet, mise en scène Max Revol, théâtre de la Porte-Saint-Martin

## Filmographie
- 1939 : Une main a frappé